# کراکده
کراکده (به عربی: کراکدة) یک شهرداری در الجزایر است که در استان البیض واقع شده‌است.